# Kaluzjskaja
Kaluzjskaja station (ryska: Калужская) är en tunnelbanestation på Kaluzjsko–Rizjskajalinjen i Moskvas tunnelbana. 
Stationen invigdes 1974 och ersatte då en temporär station från 1964 med samma namn. Den nya stationen är byggd i en trespanns pelardesign, med avsmalnande åttkantiga pelare i stället för de vanliga fyrkantiga. Avståndet mellan pelarna ökades från 4 till 6,5 meter och taket höjdes. Pelarna är klädda i rosa bajkalmarmor. Väggarna är klädda i vit marmor och dekorerade med konstverk av metall.